# Mellicta borealis
Mellicta borealis är en fjärilsart som beskrevs av Gustaf Lindström 1929. Mellicta borealis ingår i släktet Mellicta och familjen praktfjärilar. Inga underarter finns listade i Catalogue of Life.